# Rue de Palestro
Pour les articles homonymes, voir Palestro (homonymie).
La rue de Palestro est une voie du 2e arrondissement de Paris, en France.

## Situation et accès
La rue de Palestro est une voie publique située dans le 2e arrondissement de Paris. Elle débute au 29, rue de Turbigo et se termine au 7, rue du Caire. Elle croise la rue Greneta. Les passages Basfour, de la Trinité et du Bourg l'Abbé y aboutissent.
Ce site est desservi par les stations de métro Étienne Marcel et Réaumur - Sébastopol.

## Origine du nom
La rue porte le nom d'une localité italienne où se déroula une bataille lors de laquelle les Français, alliés aux Piémontais, s'opposèrent victorieusement à l'Autriche en 1859.

## Historique
Une première partie a été ouverte en 1854, entre les rues de Turbigo et Greneta.
La seconde partie, entre les rues Greneta et du Caire, a été ouverte en 1858 sur l'emplacement d'une partie de l'hôpital de la Trinité, du cimetière de la Trinité et de l'ancienne rue Bourg-l'Abbé.

## Bâtiments remarquables et lieux de mémoire
- No 15 : emplacement de la « cour des Bleus », ouverte en 1817 au travers de l'hôpital de la Trinité et qui débouchait au 146, rue Saint-Denis.
- No 19 : ancienne épicerie. Dorénavant surnommé le Rooftop, bien connu dans le quartier pour ses fameuses jardinières[réf. nécessaire]. Les étages des immeubles anciens en recul de l'alignement de la rue et légèrement en biais sont des constructions de l'ancien hôpital de la Trinité surélevées dans les années 1810-1820 par les acquéreurs des bâtiments de cette ancienne institution vendus comme biens nationaux en 1812-1813[1].

## Pour approfondir